# Mokwi
Mokwi – wieś w Gruzji (Abchazji), w regionie Oczamczyra. W 2011 roku liczyła 939 mieszkańców.